# Saito Kinoto
Kinoto Saito (sinh ngày 8 tháng 7 năm 1976) là một cầu thủ bóng đá người Nhật Bản.

## Sự nghiệp câu lạc bộ
Kinoto Saito đã từng chơi cho Mito HollyHock và Grulla Morioka.